# خنفساء مصارعة
خنفساء مُصارعة (الاسم العلمي: Palaestes)، جنس حشرات خنفسية من غمديات الأجنحة من فصيلة الخنافس النارية. ذات ألوان زاهية حمراء أو صفراء وسوداء. يقتصر وجودها في أمريكا الوسطى والجنوبية.
الأنواع:
- Palaestes abruptus Sharp, 1899
- Palaestes freyreissi (Heyden in Maples, 1827)
- Palaestes nicaraguae Sharp, 1899
- Palaestes nigriceps Waterhouse
- Palaestes nigridens Sharp, 1899
- Palaestes scutellaris Sharp, 1899
- Palaestes tenuicornis Waterhouse
- Palaestes variipes Sharp, 1899